# Chabowo-Świniary
Chabowo-Świniary – wieś w Polsce położona w województwie mazowieckim, w powiecie sierpeckim, w gminie Zawidz. Ma status sołectwa.
| SIMC    | Nazwa  | Rodzaj    |
| ------- | ------ | --------- |
| 1056600 | Łażewo | część wsi |

W latach 1975–1998 miejscowość administracyjnie należała do województwa płockiego.